# Olley
Olley est une commune française située dans le département de Meurthe-et-Moselle en région Grand-Est.

## Géographie
|                             | Mouaville | Thumeréville |
| Saint-Jean-lès-Buzy (Meuse) | Olley     | Jeandelize   |
|                             |           | Puxe         |

### Hydrographie

#### Réseau hydrographique
La commune est dans le bassin versant du Rhin au sein du bassin Rhin-Meuse. Elle est drainée par le ruisseau de la Carpière, le ruisseau de la Taupine et l'Orne,.

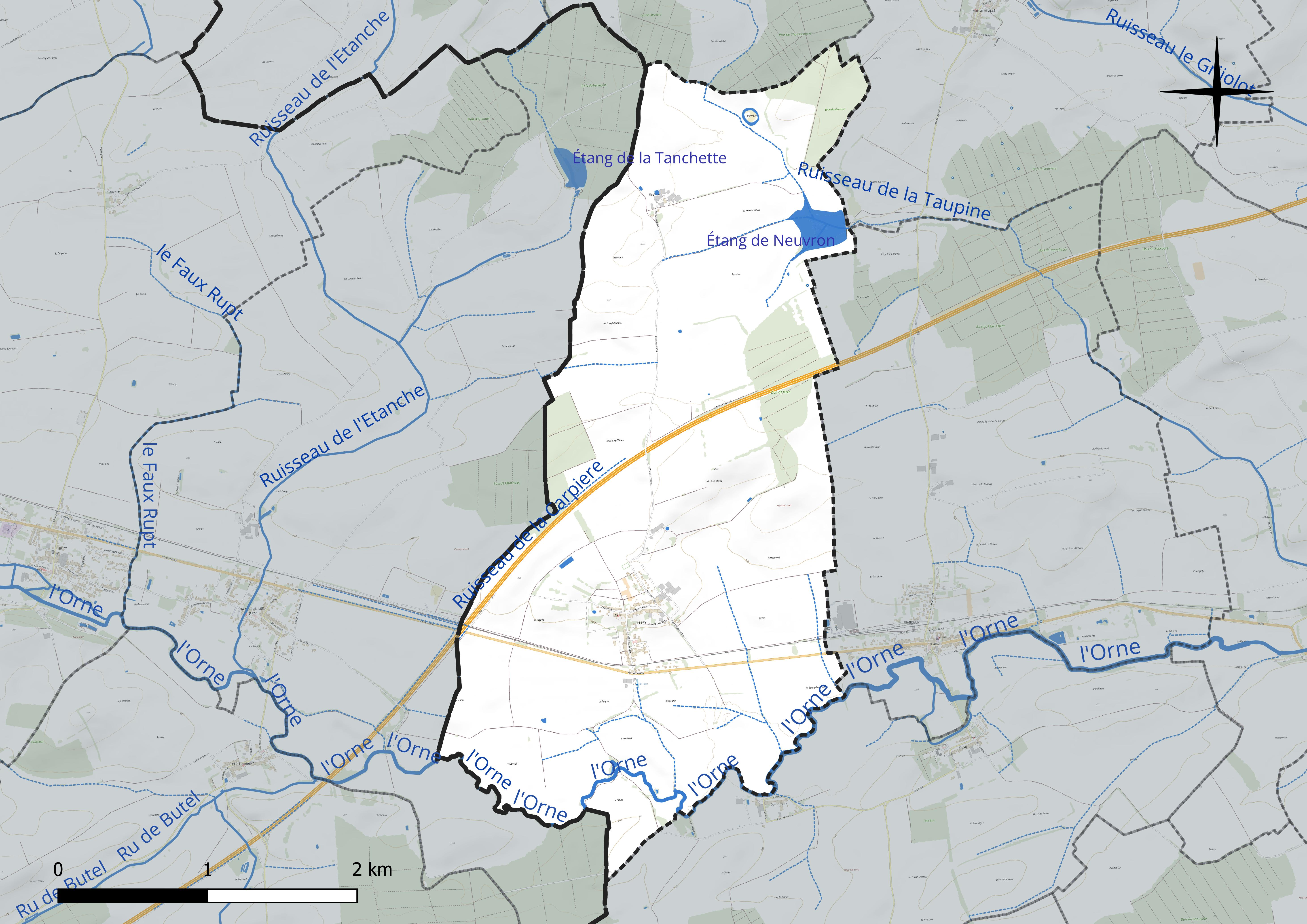
Réseau hydrographique d'Olley.

Un plan d'eau complète le réseau hydrographique : l'étang de Neuvron (8,4 ha),.

#### Gestion et qualité des eaux
Le territoire communal est couvert par le schéma d'aménagement et de gestion des eaux (SAGE) « Bassin ferrifère ». Ce document de planification concerne le périmètre des anciennes galeries des mines de fer, des aquifères et des bassins versants hydrographiques associés qui s’étend sur 2 418 km2. Les bassins versants concernés sont celui de la Chiers en amont de la confluence avec l'Othain, et ses affluents (la Crusnes, la Pienne, l'Othain), celui de l'Orne et ses affluents et celui de la Fensch, le Veymerange, la Kiesel et les parties françaises du bassin versant de l'Alzette et de ses affluents (Kaylbach, ruisseau de Volmerange). Il a été approuvé le 27 mars 2015. La structure porteuse de l'élaboration et de la mise en œuvre est la région Grand Est.
La qualité des cours d’eau peut être consultée sur un site dédié géré par les agences de l’eau et l’Agence française pour la biodiversité.

### Climat
Pour des articles plus généraux, voir Climat du Grand Est et Climat de Meurthe-et-Moselle.
En 2010, le climat de la commune est de type climat des marges montagnardes, selon une étude du Centre national de la recherche scientifique s'appuyant sur une série de données couvrant la période 1971-2000. En 2020, Météo-France publie une typologie des climats de la France métropolitaine dans laquelle la commune est dans une zone de transition entre le climat océanique altéré et le climat océanique altéré et est dans la région climatique  Lorraine, plateau de Langres, Morvan, caractérisée par un hiver rude (1,5 °C), des vents modérés et des brouillards fréquents en automne et hiver.
Pour la période 1971-2000, la température annuelle moyenne est de 9,7 °C, avec une amplitude thermique annuelle de 16,5 °C. Le cumul annuel moyen de précipitations est de 846 mm, avec 12,7 jours de précipitations en janvier et 9,2 jours en juillet. Pour la période 1991-2020, la température moyenne annuelle observée sur la station météorologique de Météo-France la plus proche, « Rouvres-en-woevre », sur la commune de Rouvres-en-Woëvre à 8 km à vol d'oiseau, est de 10,8 °C et le cumul annuel moyen de précipitations est de 668,3 mm. 
La température maximale relevée sur cette station est de 40,2 °C, atteinte le 24 juillet 2019 ; la température minimale est de −15,4 °C, atteinte le 7 février 2012,,.
Les paramètres climatiques de la commune ont été estimés pour le milieu du siècle (2041-2070) selon différents scénarios d'émission de gaz à effet de serre à partir des nouvelles projections climatiques de référence DRIAS-2020. Ils sont consultables sur un site dédié publié par Météo-France en novembre 2022.

## Urbanisme

### Typologie
Au 1er janvier 2024, Olley est catégorisée commune rurale à habitat dispersé, selon la nouvelle grille communale de densité à sept niveaux définie par l'Insee en 2022.
Elle est située hors unité urbaine. Par ailleurs la commune fait partie de l'aire d'attraction de Jarny, dont elle est une commune de la couronne,. Cette aire, qui regroupe 8 communes, est catégorisée dans les aires de moins de 50 000 habitants,.

### Occupation des sols
L'occupation des sols de la commune, telle qu'elle ressort de la base de données européenne d’occupation biophysique des sols Corine Land Cover (CLC), est marquée par l'importance des territoires agricoles (88,4 % en 2018), une proportion sensiblement équivalente à celle de 1990 (88,7 %). La répartition détaillée en 2018 est la suivante : 
terres arables (62,7 %), prairies (25,7 %), forêts (8,2 %), zones urbanisées (3,3 %). L'évolution de l’occupation des sols de la commune et de ses infrastructures peut être observée sur les différentes représentations cartographiques du territoire : la carte de Cassini (XVIIIe siècle), la carte d'état-major (1820-1866) et les cartes ou photos aériennes de l'IGN pour la période actuelle (1950 à aujourd'hui).

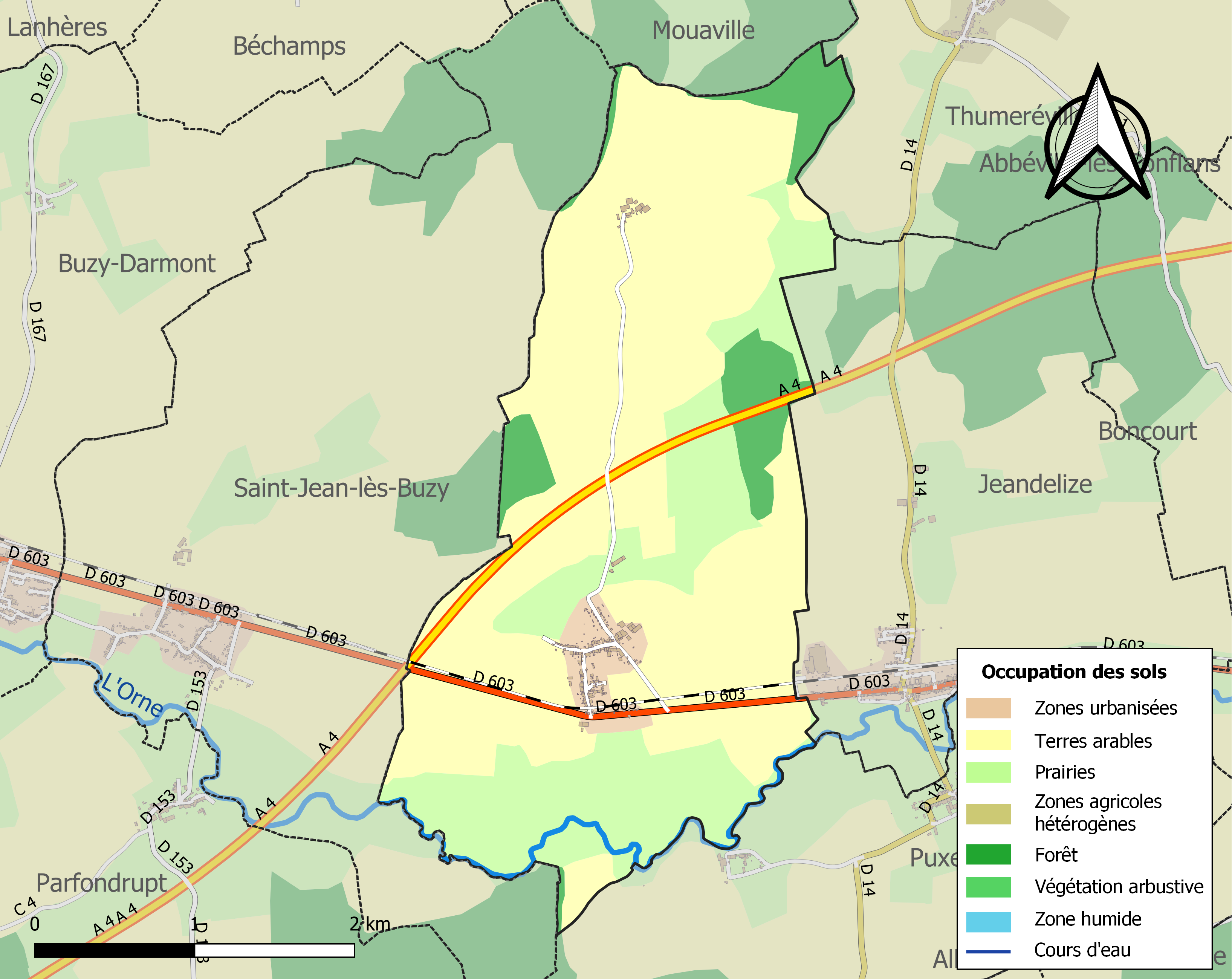
Carte des infrastructures et de l'occupation des sols de la commune en 2018 (CLC).

## Toponymie
Le nom de la localité est attesté sous les formes Aulegia (1052) ; Cella de Aulegia (1115) ; Oulié (XIIIe siècle) ; Prioratus Aulegie (XIIIe siècle) ; Olei (1200) ; Olleez (1275) ; Oleies, Olees (1294) ; Oley (1429) ; Ollée, Ollié (1689).
L'hypothèse ancienne selon laquelle Olley ferait référence à l’huile, pour « pays d'huile, lieu où poussaient des oléagineux » repose sur une vague ressemblance entre l'ancien français oile « huile » (issu du gallo-roman OLEU < latin oleum) et les formes romanes, mais elle est infirmée par la forme la plus ancienne Aulegia. L'hypothèse selon laquelle la fleur de navette, destinée à produire de l'huile pour lampe, auraient été cultivée sur le territoire de la commune, explique quant-à-elle l'origine du blason représentant une lampe à huile, mais elle n'a aucun lien avec l'étymologie du toponyme. 
C'est pourquoi les spécialistes n'évoquent même pas cette piste mais hésitent cependant sur l'étymologie à donner à ce nom de lieu. Albert Dauzat, suivi en cela par Pierre-Henri Billy et Marie-Thérèse Morlet, supposent la fixation de manière absolue de l'anthroponyme gaulois *Aulidius,, (non attesté). Un autre ouvrage propose un nom de personne latin Aulus[réf. incomplète] suivi d'un autre élément[Lequel ?].
Remarque : certaines formes anciennes ont une terminaison identique (-ie, -ee(s), -ei(s)) à celle du type Athée, Athie, Athies, Athis du domaine d'oïl qui remontent tous au gaulois bien identifié attegia « hutte, cabane ».

### Gentilé
Le nom jeté des habitants d’Olley est adopté comme gentilé par référendum local du 2 novembre 2024. Les habitants l'ont préféré à l'alternative « les  Olleysiens ».
Au Moyen-Âge, le village était connu pour sa production d'huile pour lampes, issue des fleurs de navette desquelles l'on tirait autrefois l'huile nécessaire à l'éclairage. Le produit était réputé de mauvaise qualité, au point qu'il noircissait le fond des lampes. Cela a pu donner l'idée de surnommer les personnes vivant à Olley les « Culs brûlés ».
Ce sobriquet remonte à des temps anciens où la langue locale n'était pas le français actuel. Le mot cul n'avait le sens vulgaire d'aujourd'hui. Il était tout au plus familier.
À propos du sobriquet, on ne doit pas négliger la possibilité d'une rime patoise : Olley, les culs brûlès ou les culs brûlés d'Ollée . Les habitants d'Ogéviller partagent le même sobriquet que ceux d'Olley et dans ce cas, la rime ne fait guère de doute. À la lecture des ouvrages consacrés à l'étude des sobriquets et quolibets régionaux, tout particulièrement celui de Jean Vartier, et bien que cela reste une hypothèse, on peut penser que comme dans de nombreux cas similaires, on a affaire à une rime facile : « Olley, les culs brulès » — dans le même style que « Parisien, tête de chien » ou « Parigot, tête de veau »,. Les habitants de Morhange sont également surnommés les culs brûlés mais pour des raisons historiques : la ville a été entièrement incendiée en 1401.

## Histoire
Au Moyen Âge, le village dépendait de la province du Barrois.
Par le traité du 28 février 1661, le roi de France garde la moitié du ban d'Olley. L'autre moitié est rendue au duc de Lorraine. 
Selon un Arrest de la cour souveraine de Lorraine et Barrois en date du 21 janvier 1718, la souveraineté du village et de ses dépendances revient en entier au duc de Lorraine, par échange avec le roi de France.
Selon l'édit du duc de Lorraine du 12 juillet 1718, Olley est rattaché à la prévôté de  Preny.
La bibliothèque municipale de Nancy détient les pièces d'un procès entre Messire Jacques-Marc-Antoine de Mahuet, seigneur d'Olley, Bettainvillers et Létricourt contre les chanoines réguliers de la maison Saint-Antoine de Pont-à-Mousson en 1738.
En 1903, le procureur de la République de Briey se rend à Olley pour notifier la fermeture de l'école communale publique tenue par des religieuses catholiques. Elles refusaient de quitter les lieux.

## Politique et administration
| Période                                  | Période   | Identité             | Étiquette | Qualité        |
| ---------------------------------------- | --------- | -------------------- | --------- | -------------- |
| Les données manquantes sont à compléter. |           |                      |           |                |
| avant avril 1869                         |           | Hubert-Godefroy Joly |           |                |
|                                          | juin 1914 | François Lesse       |           | démissionnaire |
| 1971                                     | 1989      | Lucien Rossinot      |           | Instituteur    |
|                                          |           | Jean Victor Joly     |           |                |
| mars 2001                                | 2014      | Yvon Buchart         |           |                |
| 2014                                     | mai 2020  | Catherine Cieslewicz |           |                |
| mai 2020                                 | En cours  | David Buono          |           | Professeur     |

## Population et société

### Démographie
L'évolution du nombre d'habitants est connue à travers les recensements de la population effectués dans la commune depuis 1793. Pour les communes de moins de 10 000 habitants, une enquête de recensement portant sur toute la population est réalisée tous les cinq ans, les populations de référence des années intermédiaires étant quant à elles estimées par interpolation ou extrapolation. Pour la commune, le premier recensement exhaustif entrant dans le cadre du nouveau dispositif a été réalisé en 2007.

En 2022, la commune comptait 223 habitants, en évolution de −9,72 % par rapport à 2016 (Meurthe-et-Moselle : −0,13 %, France hors Mayotte : +2,11 %).
| 1793 | 1800 | 1806 | 1821 | 1836 | 1841 | 1861 | 1866 | 1872 |
| ---- | ---- | ---- | ---- | ---- | ---- | ---- | ---- | ---- |
| 339  | 280  | 348  | 344  | 389  | 421  | 334  | 326  | 316  |

| 1876 | 1881 | 1886 | 1891 | 1896 | 1901 | 1906 | 1911 | 1921 |
| ---- | ---- | ---- | ---- | ---- | ---- | ---- | ---- | ---- |
| 359  | 371  | 375  | 377  | 351  | 356  | 341  | 315  | 251  |

| 1926 | 1931 | 1936 | 1946 | 1954 | 1962 | 1968 | 1975 | 1982 |
| ---- | ---- | ---- | ---- | ---- | ---- | ---- | ---- | ---- |
| 243  | 228  | 249  | 255  | 304  | 309  | 342  | 315  | 271  |

| 1990 | 1999 | 2006 | 2007 | 2012 | 2017 | 2022 | - | - |
| ---- | ---- | ---- | ---- | ---- | ---- | ---- | - | - |
| 224  | 212  | 231  | 234  | 258  | 238  | 223  | - | - |

## Culture locale et patrimoine

### Lieux et monuments

#### Édifices civils
- Présence gallo-romaine.
- Sarcophages à « figures de marelles ».
- Traces du château fort de Neuvron du XVIIIe siècle à deux kilomètres d’Olley. À son emplacement se trouve une ferme dont les bâtiments sont de 1712 (aujourd'hui GAEC de Neuvron)[40].
- Ancien château près de l'église détruit au XVIIIe siècle.

#### Édifices religieux

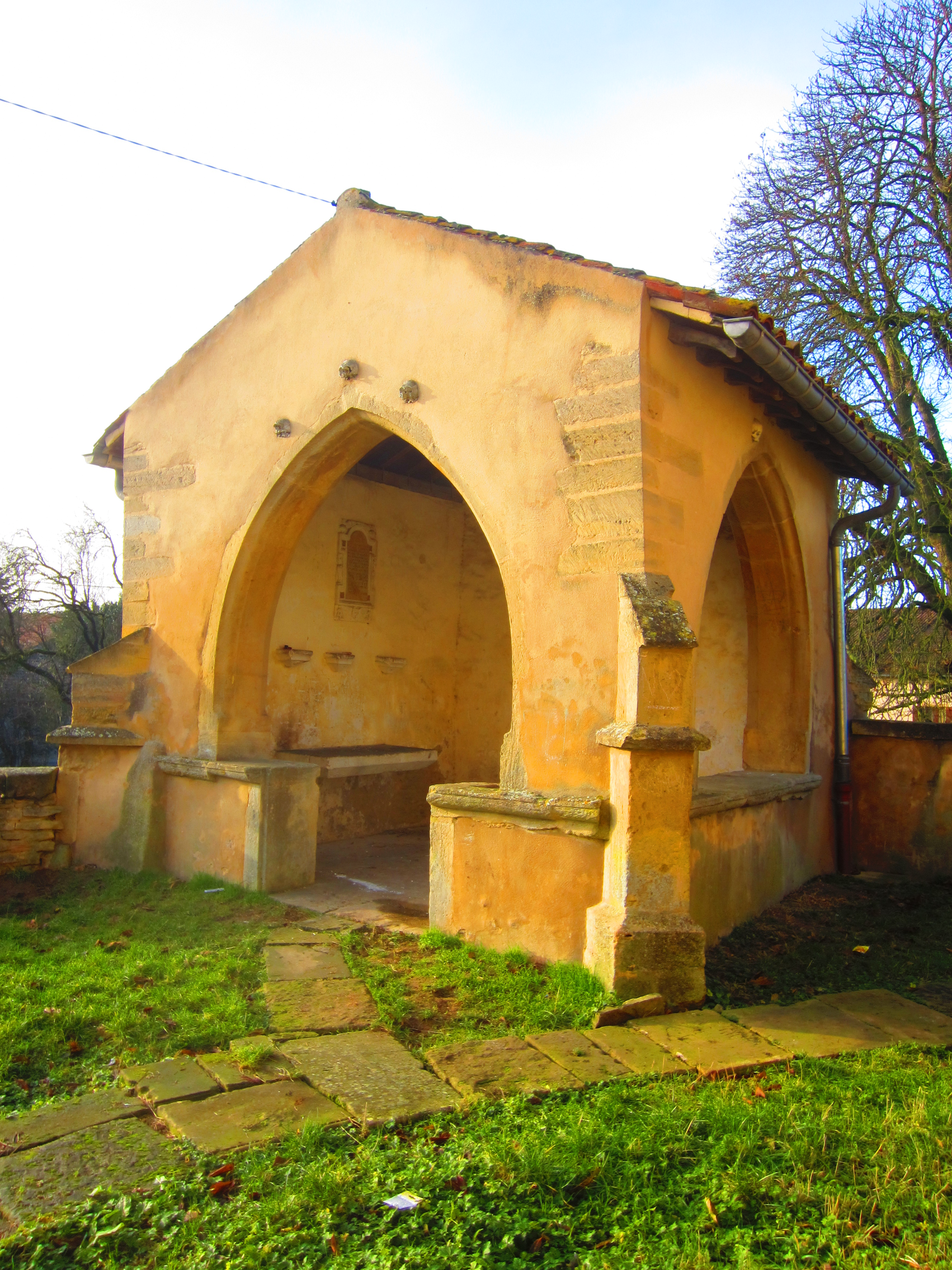
Ancien ossuaire.

- Église paroissiale Saint-Rémy classée au titre des monuments historiques dès 1875[41] ; édifice de type champenois construit à la seconde moitié du XIe siècle[40] ; fortifié en 1595 ; clocher refait à partir de 1845.
- Fondation au XIe siècle d'un prieuré de l'abbaye de Saint-Arnoul de Metz ; acquis par l'abbaye de Gorze vers 1200, disparu au XIVe siècle.
- Presbytère construit en 1767 pour monsieur Collignon, curé d'Olley, Jeandelize et Boncourt. Tête du XIIe siècle et chapiteau XVIe siècle remployés
- Ancien ossuaire daté 1541, avec cadran solaire sur l'angle sud-ouest et trois crânes humains encastrés en façade, endommagée pendant la guerre de 1870. Il est classé  au titre des monuments historiques par arrêté du 13 août 1990[42].

### Personnalités liées à la commune
- André Rossinot, maire de Nancy, fils d'un ancien maire du village, Lucien Rossinot.

### Héraldique
| Blason de Olley | Blason  | Blasonnement : d'argent à la lampe à huile de gueules allumée d'or, au chef d'azur chargé de deux quartefeuilles aussi d'or, feuillées du même et boutonnées aussi de gueules. |
| Blason de Olley | Détails | Le statut officiel du blason reste à déterminer. |